# Dodekaneserne
Dodekaneserne, De Dodekanesiske Øer (græsk: Δωδεκάνησα Dodekánisa: "de tolv øer") er en øgruppe og et præfektur i det Græske Øhav, tæt på Tyrkiet, hvor de største øer er Rhodos og Kos.
Dodekaneserne består af følgende øer:
- Rhodos
- Kárpathos
- Kos
- Kalymnos
- Astipálea
- Kasos
- Tilos
- Simi
- Leros
- Nissiros/Nisyros
- Patmos
- Halki
- Saria
- Lipsi
- Pserimos
- Agathonisi
- Levitha
- Kastellórizo
- Syrna
- Alimia
- Arki
- Telendos
- Nimos
- Kinaros
- Gyali
- Farmakonisi

## Historie
Dodekaneserne indgik i den græske kultursfære i antikken. Alexander den store bortdrev et persisk styre over øerne i 300-tallet før Kristus, og efter hans død udviklede øerne selvstændighed og nåede i alliance med Egypten stor velstand, manifesteret blandt andet i Kolossen på Rhodos. 164 f.Kr. sluttede Rhodos en traktat med Romerriget og kunne dermed bevare en relativ autonomi og var vigtig allieret for Rom. I den politiske tumult, som opstod efter mordet på Julius Caesar, invaderede Cassius øerne 44 f.Kr., og de blev en integreret del af Romerriget. Ved Romerrigets deling kom Dodekaneserne til at indgå i det Østromerske (Byzantinske) rige. Den samlede benævnelse Dodekaneserna for øgruppen fremkom i 700-tallet e.Kr.
I 1200-tallet kom korsfarere til øerne, og 1309 erobredes Rhodos af johanniter-riddere, den senere Malteserorden, som tillige underlagde sig de øvrige øer i de følgende decennier. Ridderne modstod i begyndelsen invasionsforsøg fra Egypten og Det osmanniske Rige, men den osmanske sultan Süleyman I erobrede øerne i 1522, og ridderne flygtede til Malta.
Dodekaneserne, i 1800-tallet bedre kendt som de sydliga Sporader, tilhørte der efter Det osmanniske Rige til Italien erobrede øerne 1912. Ved Lausanne-traktaten 1923 tilfaldt Dodekaneserne og Rhodos, som tidligere havde tilhørt Tyrkiet, Italien. Italienerne gjorde øgruppen til en provins under navnet Rodi (efter det italienske navn på hovedøen Rhodos). Man forsøgte med vold at italienisere øerne og modarbejdede blandt andet det græske sprog og den ortodokse kirke. Til gengæld moderniserede italienerne øerne ved at bygge vandledninger og sygehuse.
Under 2. verdenskrig udkæmpedes hårde kampe på øerne. De italienske styrker blev i 1943 afløst af tyske. Okkupationen af øerne ophørte først i 1945, da britiske tropper gik i land. Øerne blev overdraget Grækenland i 1947.
- Wikimedia Commons har flere filer relateret til Dodekaneserne

36°27′N 27°18′Ø / 36.45°N 27.3°Ø